# کورت گئورگ کیزینگر
کورت گئورگ کیزینگر (به آلمانی: Kurt Georg Kiesinger) (زادهٔ ۶ آوریل ۱۹۰۴ در ابینگن – درگذشتهٔ ۹ مارس ۱۹۸۸ در توبینگن) سیاستمدار آلمانی از حزب (س د او) که از سال (۱۹۵۸ تا ۱۹۶۶) نخست‌وزیر ایالت بادن در آلمان بود و از سال ۱۹۶۶ تا ۱۹۶۹ سومین صدر اعظم جمهوری فدرال آلمان بود و از سال ۱۹۶۷ تا ۱۹۷۱ ریاست حزب (س د او) را در آلمان به عهده داشت.
او اولین صدراعظم آلمان بود که با ائتلافی بزرگ به قدرت رسید. کورت گئورگ کیزینگر در ۹ مارس ۱۹۸۸ در سن ۸۳ سالگی درگذشت.